# Catedral de Alexandre Nevsky (Tallinn)
A Catedral de Alexandre Nevsky (do estoniano: Aleksander Nevski katedraal) é uma catedral ortodoxa estoniana localizada em Toompea, no Centro histórico (cidade velha) de Tallinn, declarado patrimônio da humanidade pela Unesco em 1997. Ela foi construída entre 1894 e 1900 e consagrada em 30 de abril desse ano, durante o período no qual a atual Estônia fazia parte do Império Russo, foi projetada seguindo o design de Mikhail Preobrazhensky, baseado no antigo modelo arquitetônico russo, possuindo a cúpula maior dentre as catedrais ortodoxas. Está dedicada ao santo Alexandre Nevsky, quem saiu vitorioso na batalha do lago Peipus em 1242. Aleixo II, que terminaria sendo patriarca, começou seu ministério sacerdotal na catedral.
A catedral foi considerada pelos estonianos como um monumento à dominação russa, pelo que as autoridades ordenaram sua demolição em 1924; decisão que nunca foi levada a cabo. Uma vez que a Estônia recuperou sua independência da União Soviética em 1991, a catedral foi restaurada.

## Fotos

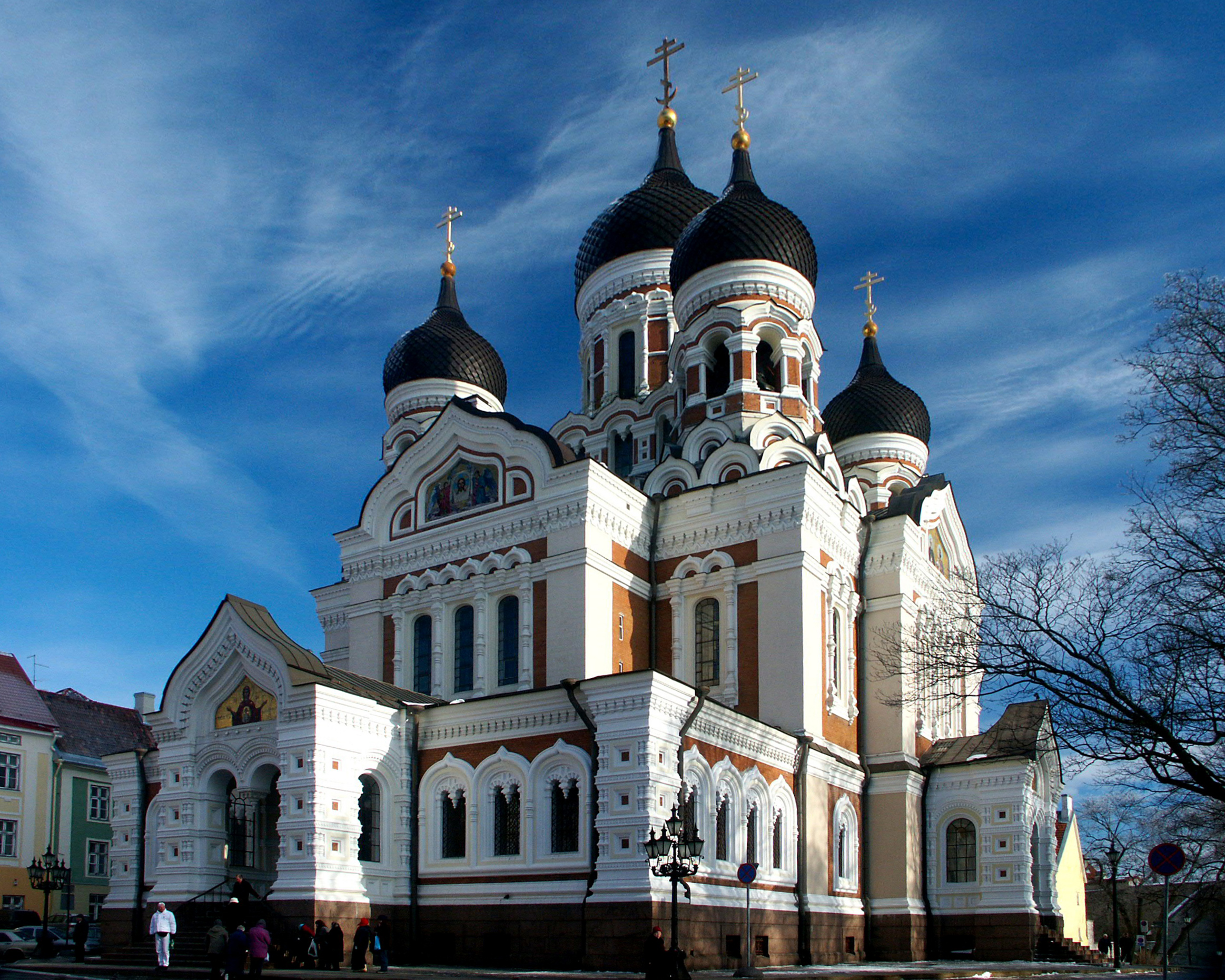
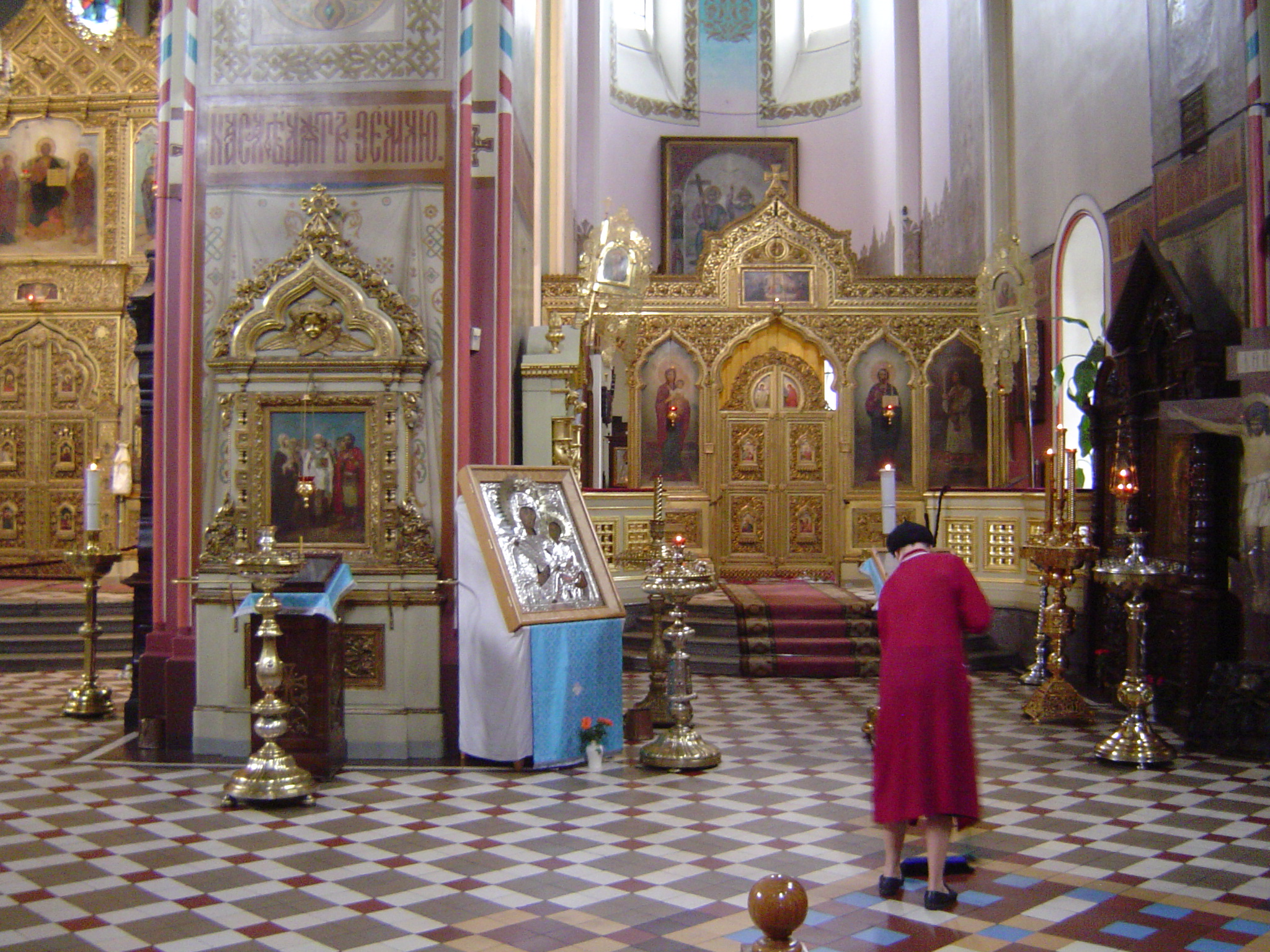
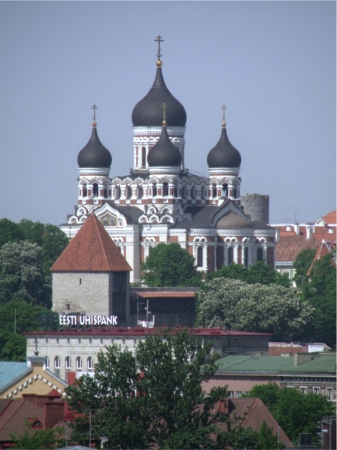
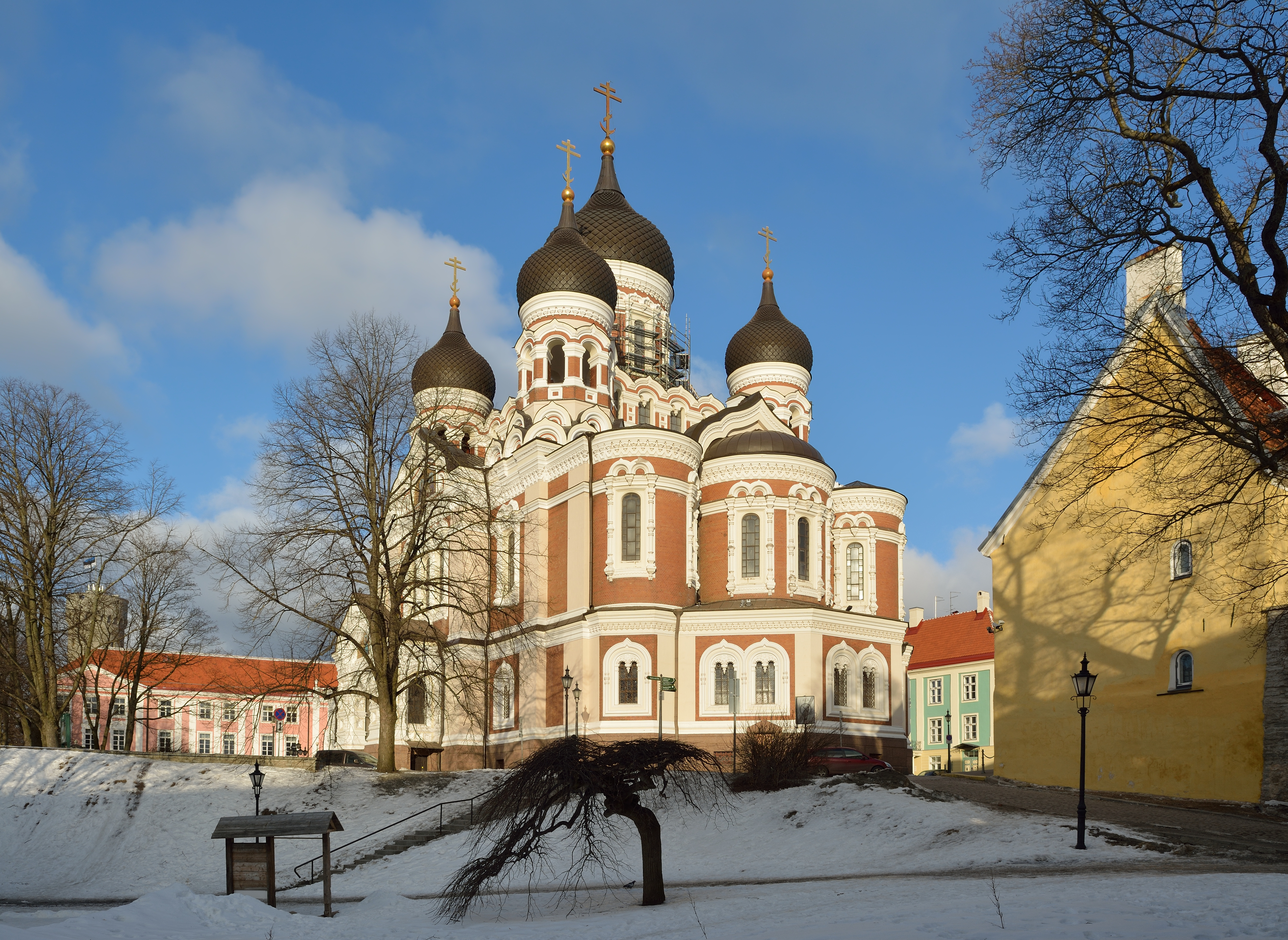